# 纳菲斯
纳菲斯是奥地利蒂罗尔州因斯布鲁克兰县的一个市镇。总面积64.1平方公里，总人口1951人，人口密度30人/平方公里（2012年1月1日）。纳菲斯位于州府因斯布鲁克东南19公里，是一个地处谷地之中的村庄。纳菲斯名称来源尚不清楚。从13世纪末开始，此地成为一个定居地。